# Ana Margarita Esperón Lara
Ana Margarita Esperón Lara o Margarita Esperón (Chihuahua, 10 de agosto de 1990) es Licenciada en Creación y Desarrollo de Empresas egresada en el 2013 por el Tecnológico de Monterrey en Chihuahua. Es considerada por la Revista Forbes México como una de las 10 mujeres excepcionales.

## Trayectoria
Durante sus estudios fundó su propio negocio y actualmente funge como directora general de Ambient Natural Solutions, empresa enfocada a la generación de tecnologías sustentables para recuperar la productividad de la tierra.
En el 2010 lanzó la marca "Siempre Verde", con la que busca ofrecer productos elaborados a base de desperdicios orgánicos que sirvan como abono y permitan recuperar las propiedades de la tierra, dicha propuesta surge de investigación, desarrollo tecnológico y mejora de técnicas que permitan eficientar  la obtención de alimentos  producidos de forma natural  y a que a su vez su producción no genere daño al ecosistema generando desarrollo económico de forma sustentable.
En el 2015 se le otorga el Premio Nacional del Emprendedor,  en la categoría Mujer Emprendedora, otorgado por el Instituto Nacional del Emprendedor (INADEM) y la Secretaría de Economía (SE), la presea más importante en el área de emprendimiento que el Gobierno de la República.
Así mismo, fue alumna del programa de emprendedurismo de Babson por Babson College y es especialista en desarrollo de negocios de alta tecnología por el Programa You Noodle de Stanford University. Aunado a ello a formado parte en la dirección de proyectos de Investigación y Desarrollo con apoyos de programas del Consejo Nacional de Ciencia y Tecnología (CONACYT) y la Secretaría de Economía (SE).